# William Eskelinen
William Eskelinen, właśc. Karl William Eskelinen (ur. 21 września 1996 w Sztokholmie) – szwedzki piłkarz występujący na pozycji bramkarza. Syn innego piłkarza, Kaja Eskelinena.

## Kariera
Treningi rozpoczął w klubie Skogås-Trångsunds FF. W 2008 przeszedł do juniorów Brommapojkarny, a w 2013 został włączony do jej pierwszej drużyny. W sezonie 2013 trzykrotnie zasiadł na ławce rezerwowych w meczach Allsvenskan, jednak nie wystąpił w żadnym z nich. W 2014 odszedł do czwartoligowego Värmdö IF, a w 2015 wrócił do Allsvenskan, zostając zawodnikiem Hammarby IF. Z tego klubu był wypożyczany do czwartoligowych zespołów Värmdö IF i IFK Aspudden-Tellus, a także do trzecioligowego Enskede IK. W samym Hammarby nie rozegrał żadnego spotkania.
W 2017 przeszedł do GIF Sundsvall. W Allsvenskan zadebiutował 2 kwietnia 2017 w wygranym 3:1 pojedynku z AFC Eskilstuna. Jako zawodnik Sundsvall wystąpił w tych rozgrywkach 48 razy.
W 2019 odszedł do duńskiego Aarhus GF. W Superligaen swój pierwszy mecz rozegrał 28 lipca 2019 przeciwko FC Midtjylland (0:1). 
W 2022 wrócił do Szwecji, gdzie został graczem klubu Allsvenskan, Örebro SK.